# Božkovské jezírko
Božkovské jezírko je jezírko plněné dešťovou vodou vzniklé na nepropustném podkladu s vyvinutým mokřadním biotopem. Nachází se mezi Božkovem a Mirošovicemi v okrese Praha-východ ve Středočeském kraji v Česku. Má rozlohu 0,554 ha. Je 110 m dlouhé a 60 m široké. Leží v nadmořské výšce 410 m.

## Okolí
Okolí jezírka je porostlé lesem, který spolu s vodní plochou tvoří přírodní památku, která byla vyhlášena roku 1988 a její rozloha je 1,29 ha.

## Vodní režim
Jezírko nemá povrchový přítok ani odtok. Náleží k povodí Sázavy.

## Přístup
Chráněné území je veřejnosti přístupné pouze po obvodu z cyklostezky 0020, která vede po západním okraji rezervace.

## Fauna a flóra
Z obojživelníků jsou zastoupeni čolek obecný (Lissotriton vulgaris), ropucha obecná (Bufo bufo), skokan hnědý (Rana temporaria) a z rostlin kosatec žlutý (Iris pseudacorus), bublinatka obecná (Utricularia vulgaris).